# Das 2. Gebot (Album)
Das 2. Gebot ist das zweite Studioalbum der deutschen Rockband Unheilig. Das Originalalbum enthält 12 Lieder, die Limited-Edition 16. Die Instrumentierung und Texte stammen alle vom Sänger der Band, dem Grafen, produziert wurde es vom Grafen und José Alvarez-Brill. Die Erstveröffentlichung des Albums fand am 7. April 2003 in Deutschland statt, in Österreich und der Schweiz ist das Album erst seit der Wiederveröffentlichung am 3. Juli 2009 zu erwerben. Auf dem von John Klijnen sehr düster gestalteten Cover ist eine Grabstätte zu sehen, welche die Form eines Kreuzes hat. Das Album wurde unter dem Label Four.Rock herausgebracht. Das Album enthält eine Mischung aus elektronischer Musik und Rock.

## Titelliste
| Original 1. Eva – 4:41 2. Maschine – 4:05 3. Gib mir mehr – 3:38 4. Sternenschiff – 4:39 5. Vollmond – 6:43 6. Jetzt noch nicht – 4:19 7. Der Mann im Mond – 3:56 8. Schutzengel – 4:25 9. Rache – 4:38 10. Mona Lisa – 4:16 11. Krieg der Engel – 4:05 12. Herzland – 3:44 | Limited Edition 1. Der Mann im Mond – 3:56 2. Jetzt noch nicht – 4:19 3. Maschine – 4:05 4. Eva – 4:41 5. Gib mir mehr – 3:38 6. Rache – 4:38 7. Vollmond – 6:43 8. Sternenschiff – 4:39 9. Mona Lisa – 4:16 10. Schutzengel – 4:25 11. Krieg der Engel – 4:05 12. Herzland – 3:44 13. Maschine (Club Edit) – 4:14 (Bonus-Track) 14. This Corrosion – 8:39 (Bonus-Track) 15. Maschine (Der Graf Remix) – 5:16 (Bonus-Track) 16. Schleichfahrt – 4:07 (Bonus-Track) |

Alle hier aufgeführten Lieder wurden vom Grafen geschrieben, mit Ausnahme von This Corrosion, einem Cover eines von Andrew Eldritch stammenden Liedes der Sisters of Mercy. Neben der hier aufgeführten „Limited Edition“ erschien eine weitere, die aus dem Originalalbum bestand, dem die Single zu Maschine beigefügt war.